# دریاچه کیلدینسکویه
دریاچه کیلدینسکویه (انگلیسی: Lake Kildinskoye) یک دریاچه در استان مورمانسک کشور روسیه است.